# Lliga Nord Vall d'Aosta
La Lliga Nord Vall d'Aosta és un partit regionalista, secció de la Lliga Nord a la regió autònoma italiana de la Vall d'Aosta.